# Encomium Emmae Reginae

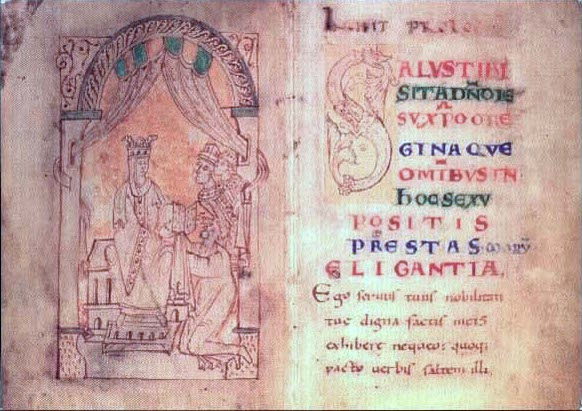
La reina Emma de Normandía recibe el Encomium Emmae Reginae de su autor (arrodillado), con sus hijos Canuto y Eduardo atrás. Ilustración de la copia ampliada del.

Encomium Emmae Reginae o Gesta Cnutonis Regis es un encomio del siglo XI honrando a la reina Emma de Normandía. La obra fue escrita en 1041 o 1042 probablemente por un monje flamenco. 

## Manuscritos
Hasta el año 2008 se pensaba que era un único manuscrito que había sobrevivido a su tiempo, profusamente ilustrado y que posiblemente corresponde a la copia enviada a propia reina o una reproducción de la misma. Una hoja del manuscrito se perdió, pero el texto sobrevivió en copias posteriores. Un nuevo manuscrito se encontró en la biblioteca de Hugh Courtenay (18.º Conde de Devon) pero se cree que es una compilación de 1043, dos años posterior del primer manuscrito. Se amplía el contenido con detalle, reflejando el auge en la figura y sucesión de Eduardo el Confesor de forma positiva, el otro manuscrito solo le menciona muy brevemente.

## Precedentes
Encomium se escribió como respuesta a la delicada situación política del momento en la corte de Inglaterra. Canuto Hardeknut (r. 1040-2), hijo de Emma y el rey vikingo Canuto el Grande, era rey de Inglaterra. En 1041, Hardeknut invita a su hermanastro Eduardo a volver al país a gobernar como su corregente, tras su exilio en Normandía. La presencia del rey y un pretendiente al trono era un motivo de inestabilidad, especialmente cuando Alfred Aetheling (m. 1036) hermano de Eduardo había sido traicionado. Por lo tanto el manuscrito parece enfocado directamente a la figura de ambos nobles, incidiendo en un mensaje sobre pasado y futuro. El encomio es una obra muy parcial y selectiva, un encargo de la misma reina para ensalzarse a sí misma y a su hijo Canuto de la forma más favorable posible: glosa tímidamente el primer matrimonio de Emma con Etelredo II el Indeciso, y afirma que Haroldo Harefoot (hijo de Canuto y su primera esposa Ælfgifu de Northampton) era efectivamente hijo de Canuto y le culpa de la muerte de Alfredo Aetheling.
Al margen de los comentarios, el Encomium es una fuente primaria muy importante de la historia de Inglaterra y Escandinavia.

## Autoría
Aunque como obra anónima no aparece el nombre del autor, el mismo escribe una nota sobre la reina, a quien muestra gratitud, y se identifica en el texto como monje de St. Bertín o de St. Omer. Afirma que escribió la obra por encargo especial de Emma.

## Contenido
Encomium se divide en tres libros. El primero se centra en Svend I de Dinamarca y la conquista de Inglaterra. El segundo libro trata sobre Canuto el Grande y su hijo, la reconquista de Inglaterra, matrimonio con Emma y el periodo de gobierno; y el tercero cita la muerte de Canuto, los problemas de Emma durante el reinado de Haroldo Harefoot y la ascensión al trono de sus hijos, Canuto Hardeknut y Eduardo el Confesor.

## Estilo
La forma y estilo del texto está influenciado por los autores clásicos. Virgilio y su Eneida se cita expresamente en la carta preliminar, y se detectan influencias de Salustio, Marco Anneo Lucano, Ovidio, Horacio, Décimo Junio Juvenal y Lucrecio.